# Замирайло, Виктор Дмитриевич

Картина «Масленичный гротеск» Виктора Замирайло

Виктор Дмитриевич Замирайло (1868—1939) — русский художник в области книжной графики.

## Биография
Обучался в Киевской рисовальной школе Н. И. Мурашко.
В 1884 году в Киеве помогал М. А. Врубелю. Врубелем был написан портрет В. Д. Замирайло; также известна его акварель — Ольги Дмитриевны Замирайло. При реставрации фресок Кирилловской церкви помогал В. М. Васнецову, исполняя надписи и орнаменты для его росписей во Владимирском соборе. С этого времени Замирайло навсегда остался горячим почитателем Врубеля: А. А. Сидоров, отмечал, что «…от Врубеля отправлялся в своей фантастике Замирайло, но был этот… ни на кого не похожий мастер ещё больше заворожен Гюставом Доре»; кроме того ему было близко творчество иллюстратора XIX века И. Ж. Гранвиля.
Переехав в Москву, он некоторое время продолжал работать с Васнецовым. В 1900 году он работал над оформлением книги А. С. Пушкина «Песнь о вещем Олеге»: графические иллюстрации выполнял Виктор Васнецов, а Замирайло делал шрифтовое оформление книги. Затем переехал в Санкт-Петербург (1904), где сошёлся с художниками объединения «Мир искусства», потом вновь вернулся в Москву (1907).
С конца 1900-х годов долгое время он работал над большой серией рисунков «Capricci».
В 1914 году А. Н. Бенуа привлёк его к росписям Казанского вокзала в Москве. В этом же году Замирайло окончательно переехал в Петербург, где его основным занятием стала книжная графика.
В. Д. Замирайло иллюстрировал издания сочинений Лермонтова (1914—1916).
После 1917 года В. Д. Замирайло сотрудничал с Государственным издательством, частными издательствами «Алконост», «Эпоха»; стал признанным мастером книжной обложки. Кроме того, он был отличным иллюстратором, особенно успешно работавшим в детской книге, где им были сделаны рисунки к сказке «Джек — покоритель великанов» (1921), «Загадки» В. Ф. Ходасевича (1922), «Как ни в чём не бывало» А. Н. Толстого (1924), «Дон Кихот» М. Сервантеса (1925), «Путешествия Гулливера» Дж. Свифта (сер. 1920-х), «Маленький оборвыш» Дж. Гринвуда (1929).
С 1896 года В. Д. Замирайло — активный участник выставок: член и экспонент Московского общества любителей художеств (1896—1898), Московского товарищества художников (1904—1911), Союза русских художников (1908—1911), «Мира искусства» (1911—1924). Выставка его работ в Доме искусств открыла целую серию персональных выставок петроградских художников. Его произведения экспонировались за границей: на передвижной выставке русского искусства по США и Канаде (1924—1925; Нью-Йорк, Торонто, Лос-Анджелес), международной выставке «Искусство книги» в Лейпциге (1927).
В 1918—1928 годах он преподавал в Институте фотографии и фототехники; в 1925—1929 годах — в ленинградском ВХУТЕИНе. В 1929 году вошёл в состав «Общества живописцев».
Умер в Петергофе, в доме престарелых, в 1939 году. Похоронен на Свято-Троицком кладбище на берегу Финского залива, в Старом Петергофе. В последние годы жизни художника за ним ухаживала Елена Григорьевна Николаева (1903—1986). После смерти В. Д. Замирайло, она стала душеприказчицей всего творческого наследия художника.

## Современники о В. Д. Замирайло
Словесный портрет Замирайло был оставлен дочерью Б. М. Кустодиева, Ириной: «Странный и чудаковатый это был человек и, должно быть, бесконечно несчастный и одинокий».
После посещения выставки Замирайло в Доме искусств К. Сомов записал: «Много прекрасных вещей, он мог бы быть замечательным художником, если бы ему подчас не мешала… рабская любовь к Доре».
Искусствовед В. В. Воинов отмечал о творчестве В. Д. Замирайло: «…сны, почти подсознательные грёзы, самые невероятные фантасмагории, роящиеся в голове, видит как острую реальность и именно так фиксирует их в своих многочисленных рисунках… всё фантастическое становится реально убедительным».